# St. Maria (Alschbach)

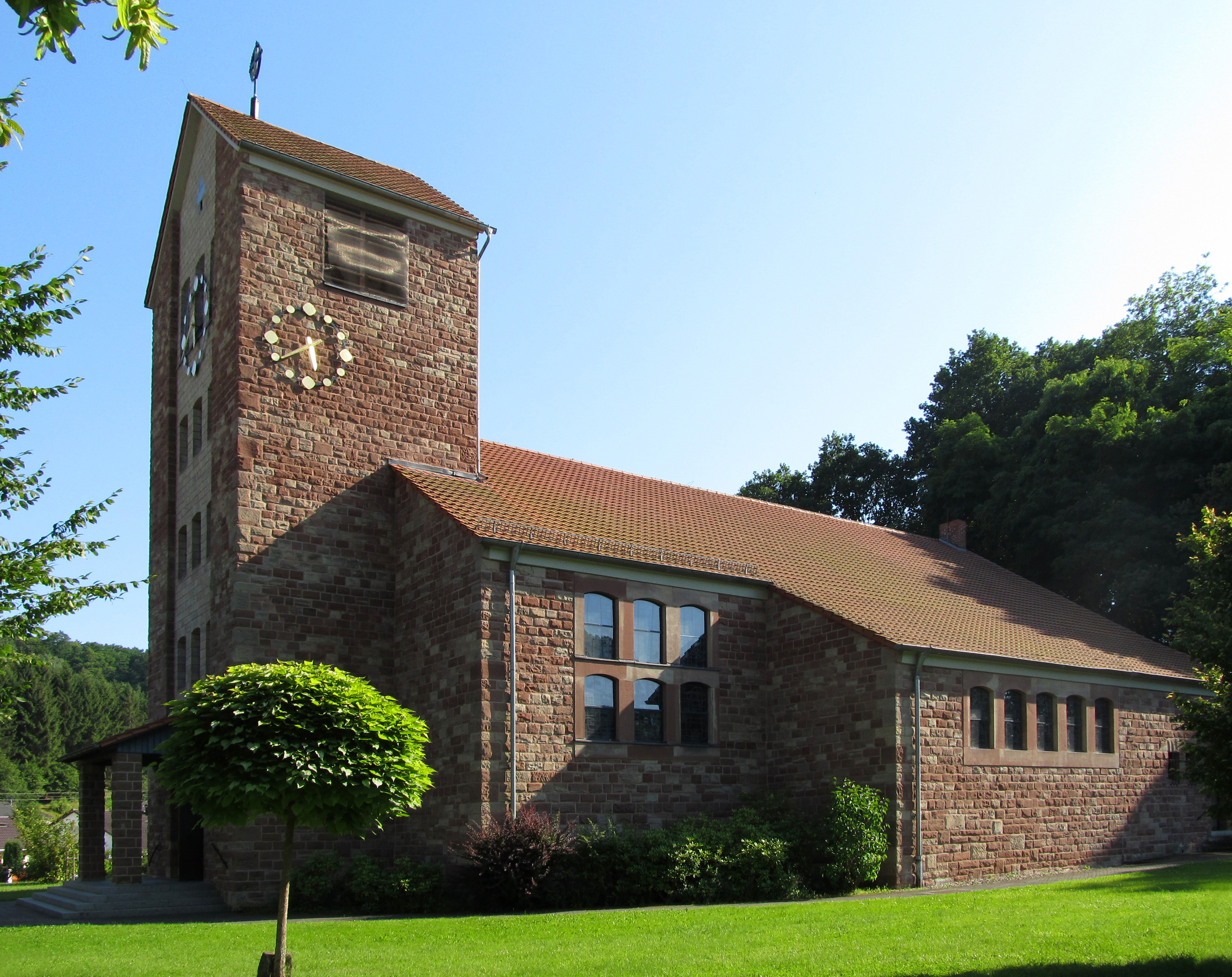
Die Kirche St. Maria in Alschbach

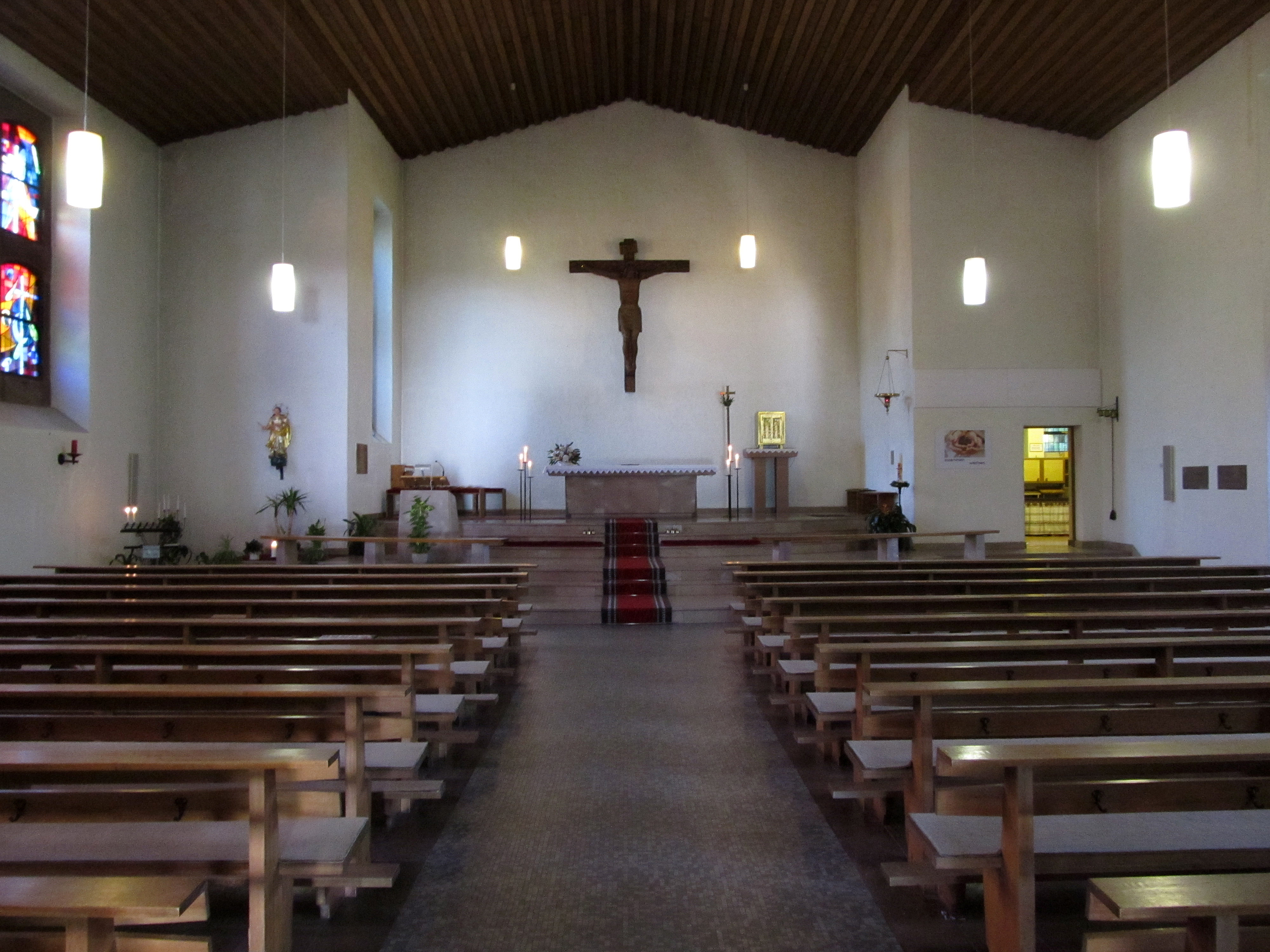
Blick ins Innere der Kirche

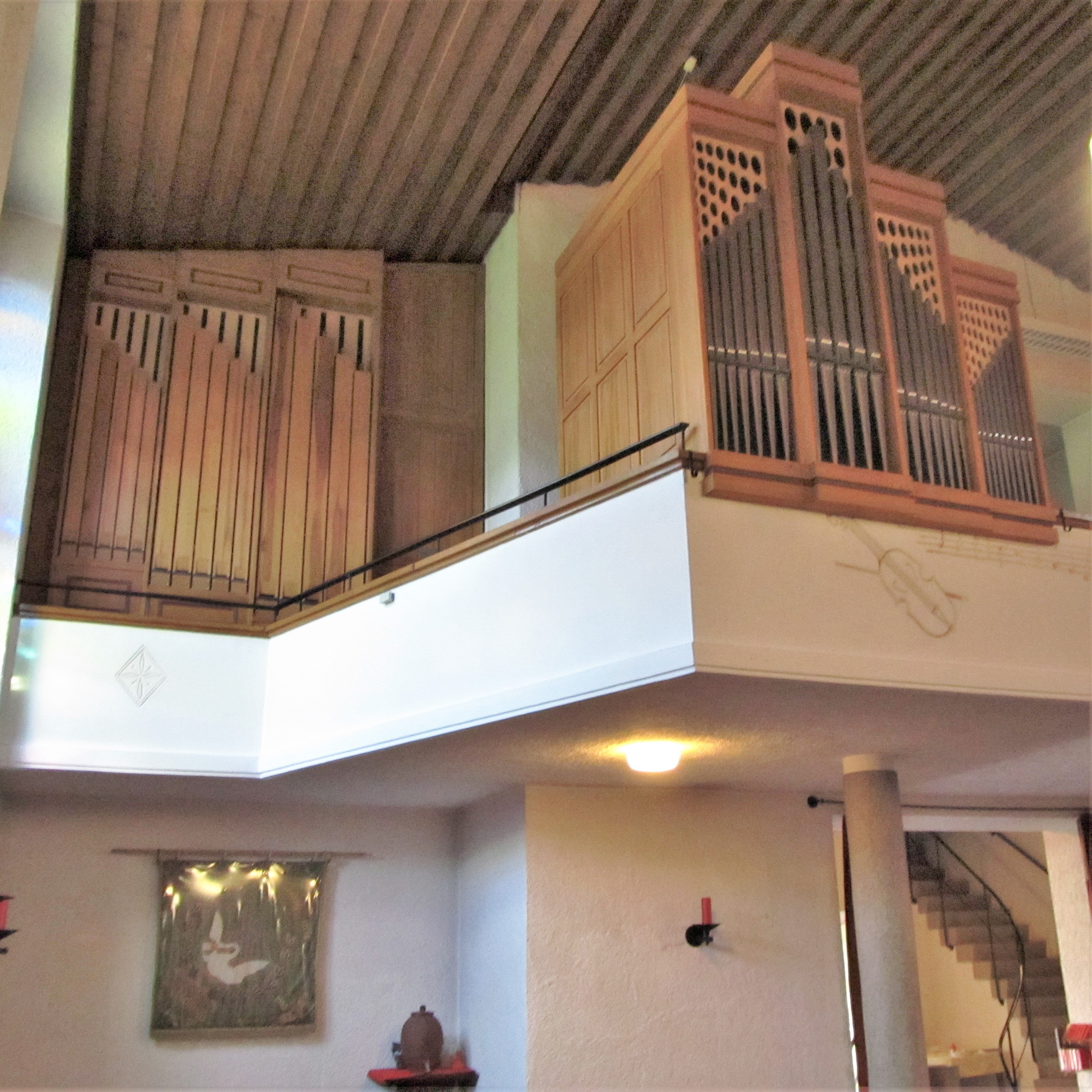
Orgelprospekt

Die Kirche St. Maria ist eine katholische Kirche in Alschbach, einem Stadtteil von Blieskastel im saarländischen Saarpfalz-Kreis. Das Gotteshaus ist Filialkirche von St. Mauritius in Lautzkirchen und trägt das Patrozinium Unbeflecktes Herz Mariä. In der Denkmalliste des Saarlandes ist die Kirche als Einzeldenkmal aufgeführt.

## Geschichte und Architektur
Die Kirche wurde in den Jahren 1954 bis 1955 nach Plänen des Architekten Wilhelm Schulte II. am südwestlichen Ortsrand von Alschbach erbaut. Die Grundsteinlegung erfolgte am 10. September 1954. Die Einweihung des fertiggestellten Gotteshauses fand am 13. November 1955 statt.
Das Kirchengebäude ist eine Saalkirche mit schlichter, unverputzter Sandsteinfassade. Der Westseite des Langhauses ist ein gedrungener Turm vorangestellt.
Die Fenster der Kirche entwarf die saarländische Künstlerin Marianne Aatz. Sie wirkte auch bei deren Ausführung mit.

## Orgel
Die Orgel der Kirche wurde 1995 von der Firma Hugo Mayer (Heusweiler) erbaut. Das auf einer Empore aufgestellte Schleifladen-Instrument verfügt über 11 (18) Register, verteilt auf 2 Manuale und Pedal. Die Disposition lautet wie folgt:
| I Manual C–g3 |            |                         |
| 1.            | Rohrflöte  | 8′                      |
| 2.            | Salizional | 8′                      |
| 3.            | Prinzipal  | 4′                      |
| 4.            | Nachthorn  | 4′                      |
| 5.            | Nasard     | 2 ⁄3′                   |
| 6.            | Octave     | 2′                      |
| 7.            | Terz       | 1 3⁄5′                  |
|               | Quinte     | 1 ⁄3′ (Vorabzug Mixtur) |
| 8.            | Mixtur IV  | 1 ⁄3′                   |
| 9.            | Krummhorn  | 8′                      |
|               | Tremulant  |                         |

| II Manual (Wechselschleife zu I) C–g3 |            |        |
|                                       | Rohrflöte  | 8′     |
|                                       | Salizional | 8′     |
|                                       | Nachthorn  | 4′     |
|                                       | Octave     | 2′     |
|                                       | Nasard     | 2 ⁄3′  |
|                                       | Terz       | 1 3⁄5′ |

| Pedal C–f1 |             |     |
| 10.        | Subbass     | 16′ |
| 11.        | Gedacktbass | 8′  |

- Koppeln: II/I, I/P, II/P

## Glocken
Die drei Glocken als Te Deum kommen aus dem Jahr 1956 und sind von der französischen Glockengießerei Paccard in Annecy gegossen worden. An den meisten Sonn- und Feiertagen wird das Plenum geläutet. Der Uhrschlag gliedert sich für folgende Glocken: as1 und ges1 für die Viertelstunden, es1 für die vollen Stunden.
| Nr. | Name             | Ton  | Gussjahr | Gießerei        | Gewicht (kg) |
| 1   | Maria Immaculata | es1  | 1956     | Paccard, Annecy | 1400         |
| 2   | St. Josef        | ges1 | 1956     | Paccard, Annecy | 1000         |
| 3   | St. Barbara      | as1  | 1956     | Paccard, Annecy | 700          |